# Sous la Croix du Sud
Pour plus de détails, voir Fiche technique et Distribution.
Sous la Croix du Sud (Sotto la croce del sud) est un film italien réalisé par Guido Brignone, sorti en 1938.

## Synopsis
Un jeune ingénieur arrive en Afrique orientale italienne  pour diriger des travaux de bonification. Il permet à un couple de gérer un  magasin même s'il en a pas les compétences. La femme tente de le séduire tandis que son compagnon vend de l'alcool en secret, créant ainsi un mécontentement parmi les travailleurs. L'ingénieur comprend que la femme veut profiter de lui  et parvient à éloigner le couple et  terminera sa mission seul.

## Fiche technique
- Titre français : Sous la Croix du Sud[1]
- Titre original italien : Sotto la croce del sud
- Réalisation : Guido Brignone
- Scénario : Luigi Chiarelli, Arrigo Colombo, Jacopo Comin et Marisa Romano
- Photographie : Aldo Tonti et Arturo Gallea
- Musique : Renzo Rossellini
- Pays d'origine : Italie
- Format : Noir et blanc
- Genre : drame
- Date de sortie : 
  - Royaume d'Italie : 14 août 1938 (Mostra de Venise 1938)
  - France : 14 août 1943[1]

## Distribution
- Antonio Centa : Paolo
- Doris Duranti : Mailù
- Enrico Glori : Simone
- Giovanni Grasso : Marco
- Salvatore Cuffaro : Pisani
- Carlo Duse : Donati
- Felice Minotti : Riva
- Piero Pastore : Casale
- Andrea Checchi
- Carlo Romano